# Dina Boldrini
Dina Boldrini (Castelfranco Emilia, 2 aprile 1929 – Cavazzona, 19 gennaio 2018) è stata una cantante e cantastorie italiana, particolarmente attiva in Emilia-Romagna.

## Biografia
dina Boldrini fu l'unica donna che riuscì a essere eletta "Trovatore d'Italia" alla Congresso dei Cantastorie del 1973, organizzato dall'Associazione Italiana Cantastorie Ambulanti (AICA). Il successo della Boldrini in una categoria artistica che quasi sempre ha avuto come protagonisti degli uomini dà il senso della sua importanza. Nella fase finale la sua attività artistica si svolse spesso in trio con a Gianni Molinari, suo figlio, e a Giuliano Piazza, figlio di Marino Piazza, il "poeta contadino".

## Discografia
- 1948 - Torero/Lontano Natale (con Nuccia Bongiovanni)
- O Kay, Muchacho!/Ore d'oblio
- Cica Cica Bum!/Verranno i giorni più belli
- Martinica/Magia messicana (Mexican Magic)

## Riconoscimenti
- Trovatore d'Oro[6]